# Königslutter am Elm
Königslutter am Elm ist eine Stadt im Osten von Niedersachsen im Landkreis Helmstedt.

## Geografie

### Lage
Die Stadt liegt mitten im Naturpark Elm-Lappwald und an der Nord-Ost-Seite des bewaldeten Höhenzugs Elm. Die nächsten Großstädte sind Braunschweig etwa 23 km westlich und Wolfsburg etwa 20 km nördlich; die Kreisstadt Helmstedt liegt etwa 15 km östlich von Königslutter. Durch Königslutter führt die Deutsche Fachwerkstraße. Höchster natürlicher Punkt der Gemeinde und zugleich vom Landkreis Helmstedt ist mit 312 m ü. NHN der Nordhang des Drachenberges, dessen Gipfel sich schon im Landkreis Wolfenbüttel befindet.

### Nachbargemeinden
Folgende Städte und Gemeinden grenzen an Königslutter (im Uhrzeigersinn im Norden beginnend):
Wolfsburg, Groß Twülpstedt, Rennau, Süpplingenburg, Süpplingen, Räbke, Schöppenstedt, Evessen, Erkerode, Cremlingen und Lehre.

### Stadtgliederung
Die Stadt Königslutter am Elm ist eine Einheitsgemeinde und besteht aus folgenden Stadtteilen:
| - Beienrode - Boimstorf - Bornum am Elm - Glentorf - Groß Steinum - Klein Steimke | - Königslutter (Kernstadt mit Hagenhof und Schoderstedt) - Lauingen - Lelm - Ochsendorf - Rhode (mit Bisdorf) - Rieseberg | - Rotenkamp - Rottorf - Scheppau - Schickelsheim - Sunstedt - Uhry |

Zu Königslutter am Elm gehört ferner auch die Siedlung Langeleben im Elm.

## Geschichte

### Name
Die Stadt Königslutter am Elm war ursprünglich ein Dorf mit dem Namen Lutter. 1135 wurde es erstmals urkundlich als Lûtere erwähnt, ist aber vermutlich wesentlich älter. Die Benennung erfolgte nach dem Bach Lutter, der in Ortsnähe einer starken Quelle entspringt. Gegen Ende des 14. Jahrhunderts setzte sich der Name Königslutter als Konnigesluttere durch, wobei das König an den König und späteren Kaiser  Lothar von Süpplingenburg erinnert.

### Entwicklung

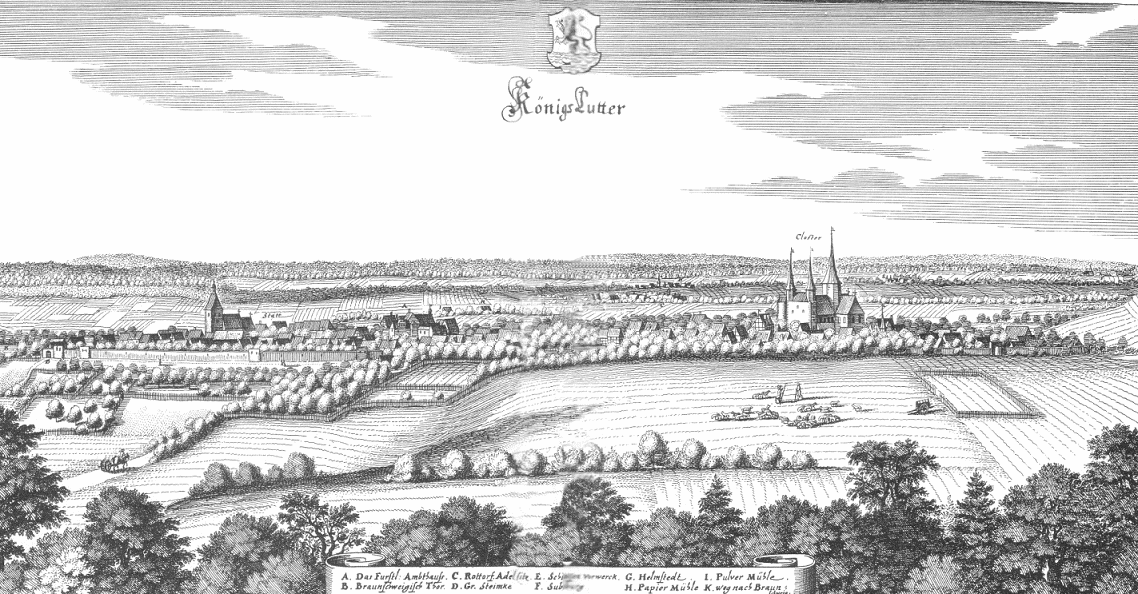
Merian-Kupferstich von Königslutter um 1650: Links der Ort, rechts Kaiserdom Königslutter

Um 1200 entstand die Burg Lutter im Bereich des heutigen Amtsgerichtes. 1318 wurde das Dorf Lutter Marktflecken unter der Bezeichnung  forum Luttere und erhielt von den Braunschweiger Herzögen um 1400 die Stadtrechte verliehen. Zwischen dem Stift mit dem Kaiserdom und dem Dorf gab es die Ansiedlung Oberlutter. Vermutlich im späten 13. oder frühen 14. Jahrhundert entstand eine Stadtmauer. Sie umgab anfangs nur den Bereich um den Markt, wurde aber nach einer Stadterweiterung im 15. Jahrhundert ausgeweitet. Nachdem die Mauer keine praktische Bedeutung mehr hatte, wurde sie bis auf ein etwa 100 Meter langes, heute denkmalgeschütztes Stück abgetragen. Im Jahr 2017 entstand eine öffentliche Diskussion um Pläne zum Abriss eines weiteren Stücks der Mauer, um einen Discountladen zu bauen. Die Pläne wurden fallengelassen.
Die günstige Verkehrslage an der Handelsstraße Braunschweig–Magdeburg (der heutigen B 1), der Elmkalksteinhandel, die Wallfahrten zum Kaiserdom und das Duckstein-Bier haben die Entwicklung Königslutters begünstigt. 73 Brauhäuser waren berechtigt, das obergärige Weizenbier mit dem kalkhaltigen Bachwasser der Lutter zu brauen. Viele der alten Fachwerkhäuser sind heute aufgrund ihrer geräumigen Diele und großen Gewölbekeller als frühere Brauhäuser zu erkennen. Duckstein-Bier wurde in großen Mengen in die Städte Magdeburg, Halle, Leipzig, Berlin, Hamburg und Kassel sowie bis in die Niederlande exportiert. Sehr geschätzt wurde es am Hof des preußischen Soldatenkönigs Friedrich Wilhelm I.
Die Rats-Apotheke besteht seit 1561. Im Jahre 1571 wurde beim Brand des Rathauses das Stadtarchiv vernichtet, was größere Lücken in der Überlieferung der örtlichen Siedlungsgeschichte hinterließ.
Eine Postexpedition bestand in Königslutter seit dem 17. Jahrhundert. Zur Darstellung der Postgeschichte siehe: Postroute Braunschweig–Helmstedt–Magdeburg.
Von 1796 bis 1799 betrieb der Begründer der Homöopathie Samuel Hahnemann eine Arztpraxis im Ort, verließ Königslutter aber bald, da er wegen seiner selbst hergestellten Medikamente von Apothekern angefeindet wurde.
1865 wurden das erste Gebäude des heutigen AWO Psychiatriezentrums eröffnet.
1924 wurden die bis dahin selbstständigen Dörfer Ober- und Stiftlutter (auch Stift Lutter) nach Königslutter eingemeindet.
Infolge der Flucht und Vertreibung Deutscher aus Mittel- und Osteuropa von 1945–1950 hatte sich die Einwohnerzahl Königslutters von 5823 (1939) auf 9096 (1950) vergrößert, davon waren 1950 2909 Heimatvertriebene.
Eine weitere große Eingemeindung fand 1974 statt, als die 17 Ortsteile Beienrode, Boimstorf, Bornum am Elm, Glentorf, Groß Steinum, Klein Steimke, Lauingen, Lelm, Ochsendorf, Rhode, Rieseberg, Rotenkamp, Rottorf, Scheppau, Schickelsheim, Sunstedt und Uhry hinzukamen und die Bevölkerung damit auf mehr als 16.000 Einwohner anstieg.
Im Jahr 2008 war Königslutter Ausrichter des Kulturfestes Tag der Braunschweigischen Landschaft.

### Einwohnerentwicklung
| Jahr      | 1821  | 1849  | 1871  | 1905  | 1925  | 1939  | 1950  | 1956  | 1974         | 2002   | 2020   |
| --------- | ----- | ----- | ----- | ----- | ----- | ----- | ----- | ----- | ------------ | ------ | ------ |
| Einwohner | 2.707 | 2.983 | 4.112 | 6.286 | 5.718 | 5.823 | 9.096 | 8.843 | 9.532/16.812 | 16.582 | 15.930 |

Die Einwohnerzahlen von 1974 beziehen sich auf den Stand vor/nach der Eingemeindung.

### Kaiserdom

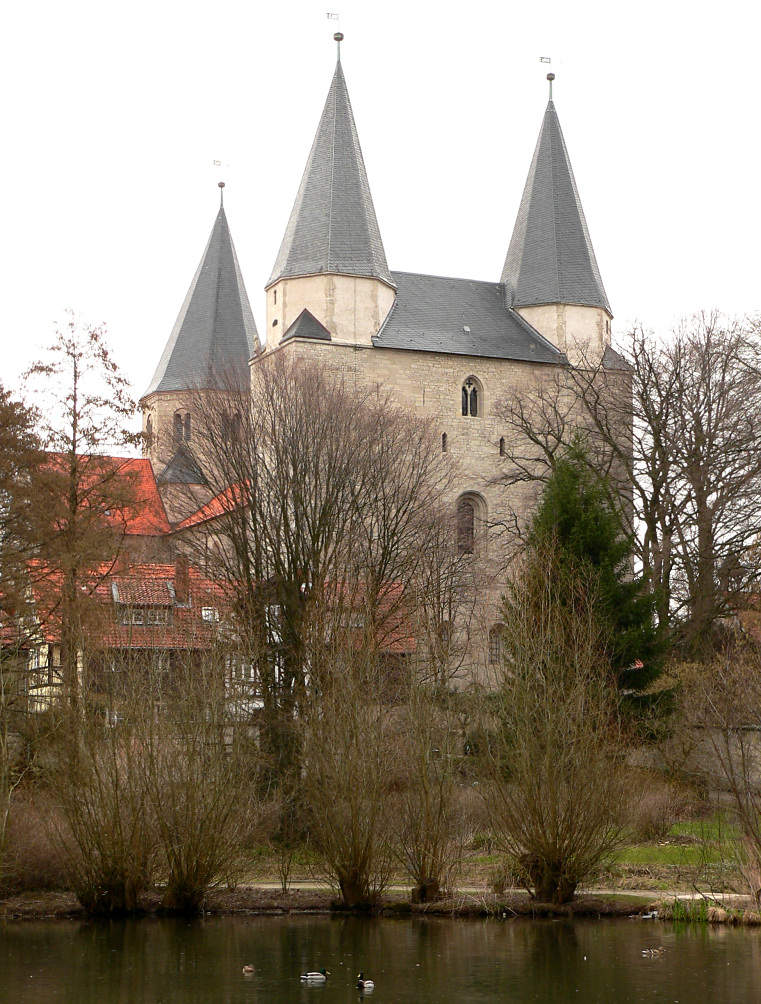
Kaiserdom Königslutter (Westseite)

Wahrzeichen des Ortes ist der Kaiserdom Königslutter, die ursprüngliche Benediktiner-Abteikirche St. Peter und Paul.
Kaiser Lothar III. ließ das Kirchengebäude 1135 als Klosterkirche des von ihm gleichzeitig gegründeten Benediktinerklosters errichten. Der Bauherr, der dort mit seiner Gattin Richenza und seinem Schwiegersohn Heinrich dem Stolzen begraben liegt, schuf ein monumentales Gotteshaus.
Vom Gründer mit vielen Reliquien ausgestattet, entwickelte sich die Kirche im späten Mittelalter zu einem bekannten Wallfahrtsort. Hauptwallfahrtstag war der 29. Juni, der Peter-und-Pauls-Tag als Namenstag der beiden Kirchenheiligen. Wallfahrer kamen aus Lübeck, Lüneburg, dem Rheinland und Thüringen.
Die heute Kaiserdom genannte Abteikirche ist eine kreuzförmige Pfeilerbasilika, die das erste Großgewölbe nördlich des Harzes darstellt. Sehenswert sind die Bildhauerarbeiten lombardischer Steinmetze und der Kreuzgang, der mit seinem Reichtum an ornamentierten Säulen und Kapitellen zu den schönsten Deutschlands zählt.

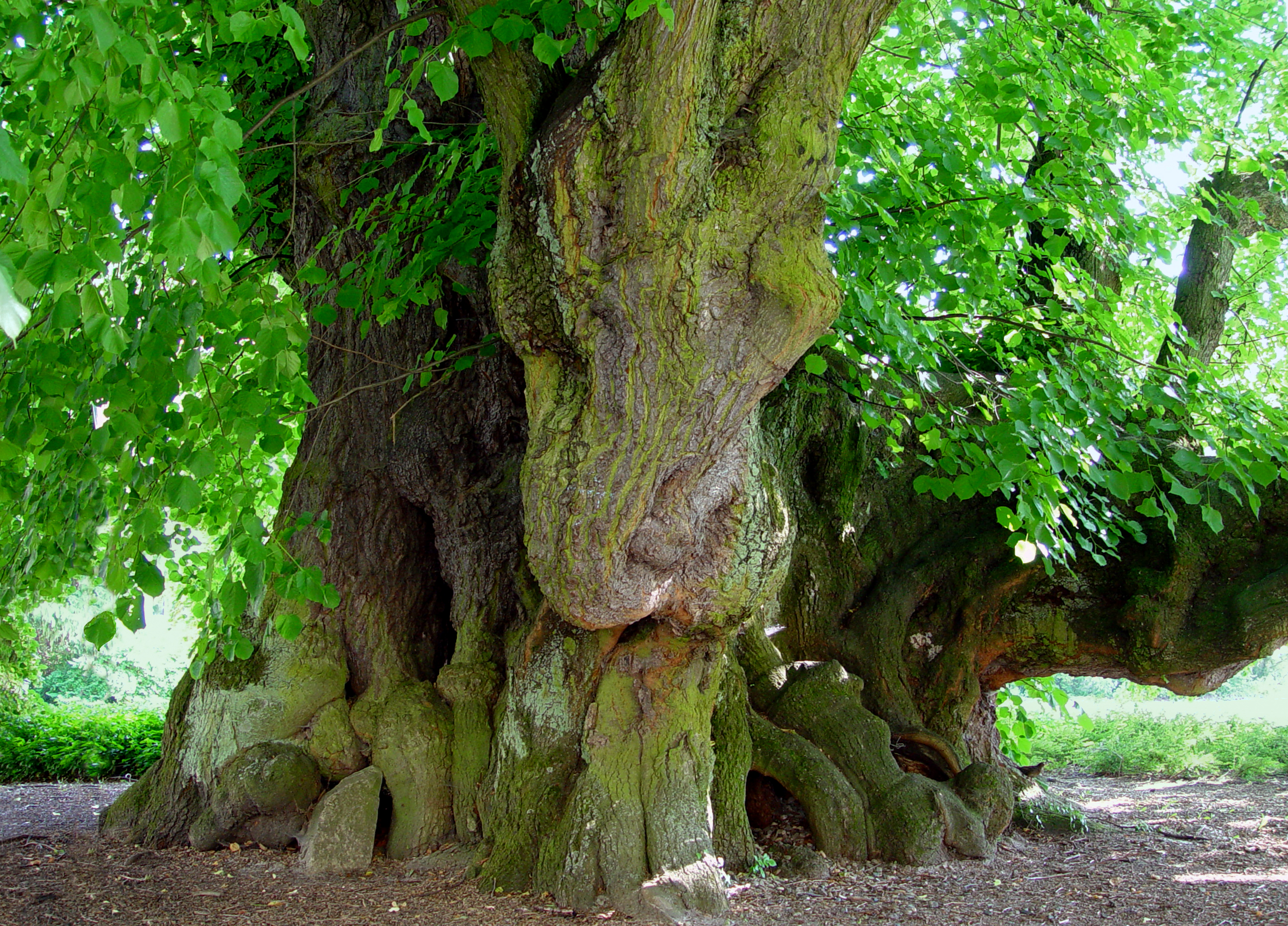
Kaiser-Lothar-Linde

Die fast 900 Jahre alte Kaiser-Lothar-Linde vor dem Dom ist ein Naturdenkmal von überregionaler Bedeutung. Ihr Stammumfang beträgt 12,37 m (2015). Seit 1986 besteht das Kaiserdom-Museum in einer ehemaligen Steinmetzschule.

## Politik

### Rat
Der Rat der Stadt Königslutter setzt sich derzeit aus 30 Ratsmitgliedern zusammen. Die Sitzverteilung stellt sich seit der letzten Kommunalwahl am 12. September 2021 wie folgt dar:
| Parteien und Wählergemeinschaften | Parteien und Wählergemeinschaften           | % 2021  | Sitze 2021 | % 2016  | Sitze 2016 |
| SPD                               | Sozialdemokratische Partei Deutschlands     | 33,95   | 10         | 37,11   | 11         |
| CDU                               | Christlich Demokratische Union Deutschlands | 33,11   | 10         | 36,43   | 11         |
| GRÜNE                             | Bündnis 90/Die Grünen                       | 13,56   | 4          | 4,08    | 3          |
| AfD                               | Alternative für Deutschland                 | 6,59    | 2          | 0,00    | 0          |
| UWG                               | Unabhängige Wählergemeinschaft              | 7,17    | 2          | 10,69   | 3          |
| FDP                               | Freie Demokratische Partei                  | 6,61    | 2          | 4,30    | 1          |
| EB                                | Einzelbewerber Weihe                        | -       | -          | 2,36    | 1          |
| gesamt                            | gesamt                                      | 100     | 30         | 100     | 30         |
| Wahlbeteiligung in %              | Wahlbeteiligung in %                        | 62,27 % | 62,27 %    | 57,55 % | 57,55 %    |

Es wurden folgende Gruppen gebildet:
- CDU / FDP / UWG
- SPD / Grüne

### Bürgermeister
Seit dem 1. November 2011 ist Alexander Hoppe (SPD) Bürgermeister der Stadt Königslutter. Hoppe gewann im Jahr 2011 die Wahl zum Bürgermeister mit 31,32 %. Sein Gegenkandidat Martin Knof (CDU) erreichte 31,11 %, bei einem Unterschied von 17 Stimmen. Am 26. Mai 2019 wurde Alexander Hoppe erneut zum Bürgermeister der Stadt Königslutter gewählt.
Liste der Bürgermeister:
1. Heinrich Navenhauer
2. Rabe
3. Hans Meyer
4. Heinrich Meyer
5. Andreas Sievers
6. Wulf
7. Christian Ackenhausen
8. Heinrich Meyer
9. Jürgen Fried
10. Gebhard Friedrich Mastmeyer
11. Dresing
12. Christian Baltasar Mastmeyer
13. Georg Schmalbruch
14. Anton Melchior Weigel
15. Stisser
16. Julius Eberhard Schmalbruch
17. Johann Christian Förster
18. Heinrich August Rasch
19. Johann Adolf Holzhausen (1803–1807)
20. Ferdinand Albrecht (1807–1829)
21. Wilhelm Ludwig Eberhard Thomä (1829–1835)
22. Wilhelm Brandes (1835–1836)
23. Carl Calbe (1836–1865)
24. Julius Arndt (1866–1883)
25. Emil Grütter (1884–1894)
26. Ludwig Backhaus (1895–1907)
27. Richard Arndt (1907–1909)
28. Ernst Kinne (1910–1918)
29. Karl Meyer (1919–1933)
30. Curt Philips (1933–1939)
31. Felix Arno Zehring (1939–1945)
32. Franz Bolze (1946–1947)
33. Karl Köhler (1947–1948)
34. Walter Lüders (1948–1949)
35. Friedrich Schmook (1949–1953)
36. Karl Köhler (1953–1954)
37. Friedrich Schmook (1954–1956)
38. Karl Köhler (1956–1968)
39. Otto Schwarzbach (1968–1972)
40. Frieda Fricke (1972–1973)
41. Gustav Uhde (1973–1974)
42. Helmut Albrecht (1974–1976)
43. Alfred Küchenthal (1976–1981)
44. Helmut Albrecht (1981–1986)
45. Alfred Küchenthal (1986–1996)
46. Arnulf Baumann (1996–2001)
47. Margot Albrecht (2001–2002)
48. Ottomar Lippelt (2002–2011)
49. Alexander Hoppe (2011–heute)

Die Direktwahl zum Bürgermeister in der Stadt Königslutter vom 26. Mai 2019 stellt sich wie folgt dar:
| Parteien und Wählergemeinschaften | Parteien und Wählergemeinschaften           | % 2019 |       |
| Hoppe, Alexander (SPD)            | Sozialdemokratische Partei Deutschlands     | 57,88  |       |
| Thiele, Stefan (CDU)              | Christlich Demokratische Union Deutschlands | 42,12  |       |
| gesamt                            | gesamt                                      | 100,00 |       |
| Wahlbeteiligung in %              | Wahlbeteiligung in %                        | 66,69  | 66,69 |

### Ortschaft Königslutter
Seit dem 10. November 2016 ist Kurt Bötel (CDU) Ortsbürgermeister von Königslutter.
Der Ortsrat von Königslutter setzt sich derzeit aus elf Ratsmitgliedern zusammen. Die Sitzverteilung stellt sich seit der letzten Kommunalwahl am 12. September 2021 wie folgt dar:
| Parteien und Wählergemeinschaften | Parteien und Wählergemeinschaften           | % 2021  | Sitze 2021 | % 2016  | Sitze 2016 |
| SPD                               | Sozialdemokratische Partei Deutschlands     | 34,67   | 4          | 35,47   | 4          |
| CDU                               | Christlich Demokratische Union Deutschlands | 35,40   | 4          | 36,02   | 4          |
| GRÜNE                             | Bündnis 90/Die Grünen                       | 13,50   | 1          | 10,75   | 1          |
| UWG                               | Unabhängige Wählergemeinschaft              | 16,43   | 2          | 17,75   | 2          |
| gesamt                            | gesamt                                      | 100     | 11         | 100     | 11         |
| Wahlbeteiligung in %              | Wahlbeteiligung in %                        | 56,00 % | 56,00 %    | 51,31 % | 51,31 %    |

### Geplante Fusion
Der Rat der Stadt beschloss am 14. März 2013 einstimmig die Aufnahme von Verhandlungen über einen Zusammenschluss mit der Stadt Wolfsburg. Der Rat der Stadt Wolfsburg stimmte am 13. März 2013 ebenfalls einstimmig für die Aufnahme von Fusionsverhandlungen. 2014 wurden die Fusionspläne fallen gelassen.

### Wappen
Das Wappen von Königslutter ist zum ersten Mal in einer Urkunde vom 10. August 1470 nachgewiesen. Wahrscheinlich ist es noch älter und stammt aus der Zeit zwischen 1400 und 1409.
Im goldenen Schild erhebt sich aus den silbernen Wellen der Lutter ein blauer Löwe. Es ist der landesherrlich-welfische Löwe in seiner lüneburgischen Gestalt, obwohl Königslutter nicht zum lüneburgischen Teil der welfischen Lande gehörte.
Zwischenzeitlich färbte man den Löwen rot auf weißem Hintergrund. Womöglich stand das Wappen der Stadt Braunschweig als Vorbild. Diese Färbung war historisch unbegründet, da nicht die Stadt, sondern der Herzog der Erteiler aller Privilegien und Förderer des Ortes war.
Ein Beschluss des braunschweigischen Prinzregenten Albrecht vom 14. August 1905 bereinigte die Situation und setzte Gestalt und Färbung des Wappens in der heutigen Form fest.

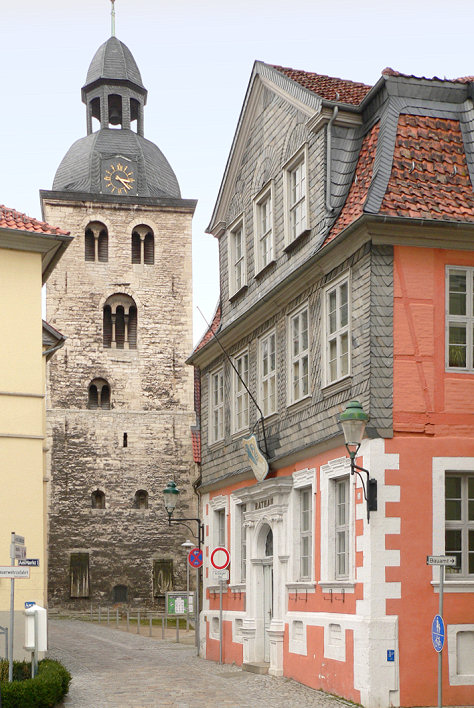
Kirche St. Sebastian nahe Marktplatz mit Rathaus

### Städtepartnerschaften
- Gommern, Deutschland, seit 29. Juni 1990
- Taunton, Vereinigtes Königreich, seit 4. September 1992
- Opalenica, Polen, seit 3. Oktober 1998
- Reinbek, Deutschland, seit 1961

## Kultur und Sehenswürdigkeiten

### Museen
- Museen der Stadt Königslutter mit:
  - Museum zur Stadtgeschichte
  - Dombauhütte
  - Museum Mechanischer Musikinstrumente (MMM) und Dom- und Steinmetzmuseum
  - Otto-Klages-Sammlung (geologische Privatsammlung)
- Geopark-Informationszentrum (GeoPark Harz. Braunschweiger Land. Ostfalen – Teilgebiet Braunschweiger Land)
- Freilicht- und Erlebnismuseum Ostfalen (FEMO) e. V.
- Frauenkulturmuseum (2010 gegründet)[12]

### Bauwerke

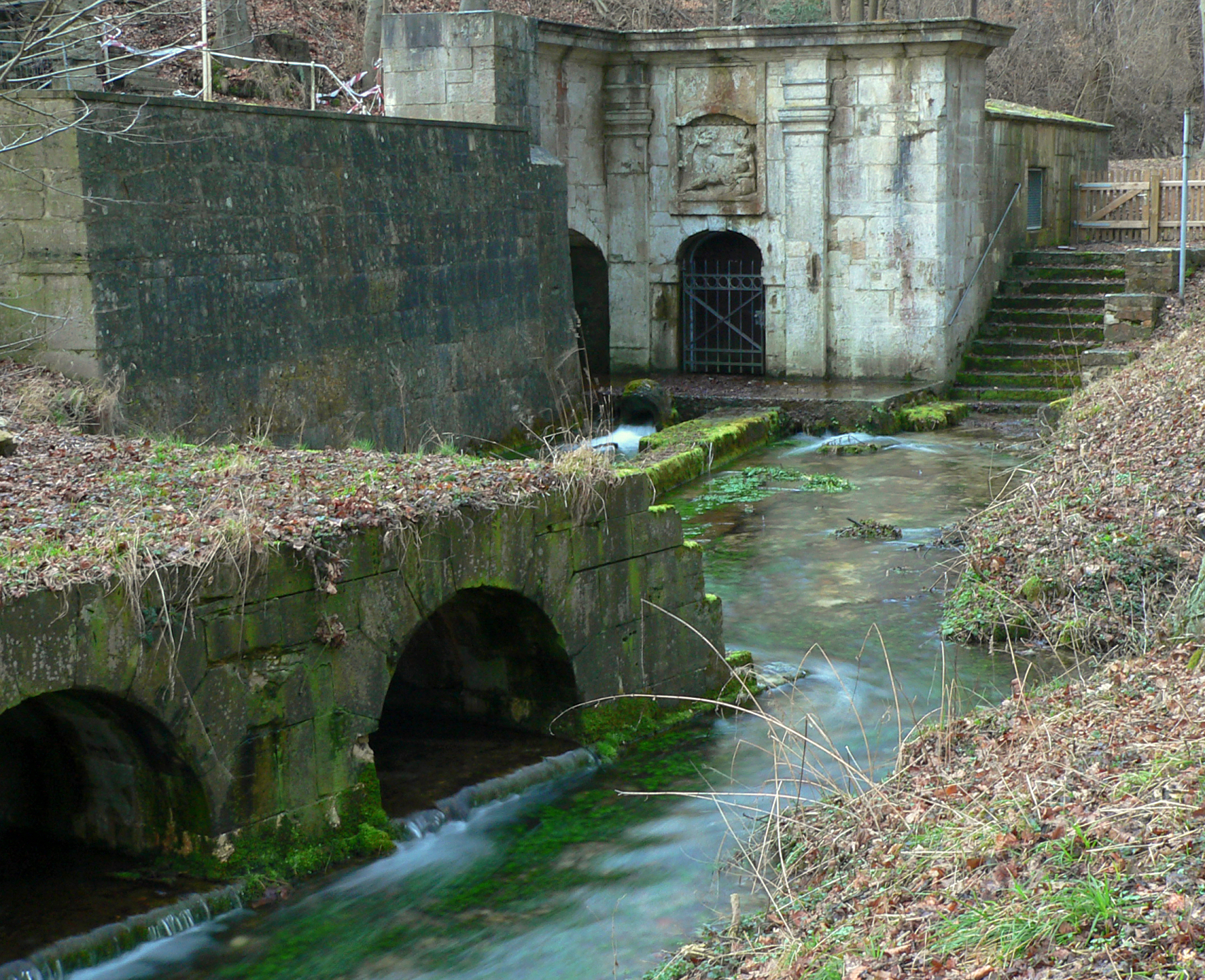
Lutterquelle mit Quellenhaus

- Marktplatz mit Stadtkirche
- Stiftskirche St. Peter und Paul (Kaiserdom) mit Kaiser-Lothar-Linde
- Lutterspring, eigentlich Abt-Johann-Fabricius-Quelle. Quellenhaus aus Elmkalkstein von 1708, das nach dem Bauherrn, einem Abt des Kaiserdoms in Königslutter, benannt wurde. Die Lutter tritt hier mit der Lutterquelle am Elmrand hervor. Es handelt sich um eine der stärksten Quellen im norddeutschen Raum mit einer durchschnittlichen Schüttung von 230 l in der Sekunde (20.000 m³ am Tag). Sie wird noch heute zur Trinkwassergewinnung genutzt. Lutterspring ist ein touristisches Ausflugsziel für Elmbesucher.

## Wirtschaft und Infrastruktur

### Verkehr

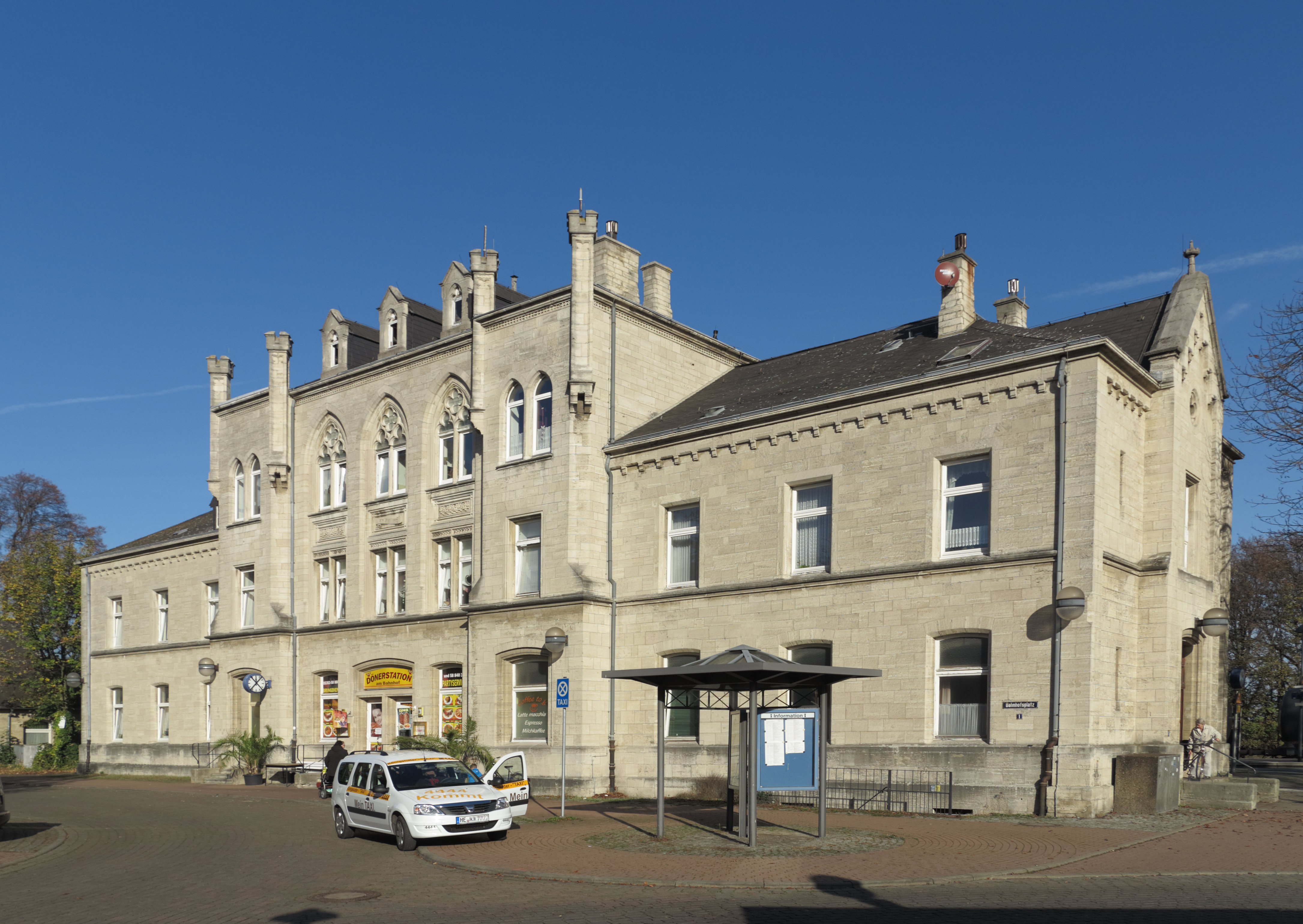
Das Bahnhofsgebäude von Königslutter

Etwa sechs Kilometer nördlich der Kernstadt und nördlich des Ortsteils Ochsendorf verläuft die A 2. Mitten durch Königslutter führt die B 1.
Der Bahnhof Königslutter an der Bahnstrecke Braunschweig–Magdeburg wird im Personenverkehr von DB Regio bedient. Die Regionalbahn-Linie RB 40 verkehrt täglich im Stundentakt zwischen Braunschweig Hbf und Magdeburg Hbf.
Zusätzlich bestehen über Busse Anschlüsse in die nahegelegenen Orte.
Siehe auch: Liste der Straßen und Plätze in Königslutter am Elm

### Ansässige Unternehmen
Das AWO Psychiatriezentrum ist ein Fachkrankenhaus der Arbeiterwohlfahrt im Südwesten der Stadt. Es hat 557 stationäre und 92 teilstationäre Patientenplätze sowie 91 weitere Plätze in der Klinik für forensische Psychiatrie. Das Krankenhaus beschäftigt rund 1050 Personen und verfügt über etwa 100 Ausbildungsplätze. Damit ist es der größte Arbeitgeber im Landkreis Helmstedt. Das AWO Psychiatriezentrum ist Pflichtversorger für rund 880.000 Menschen.

### Bildung

#### Überregionale Bildungsstätten

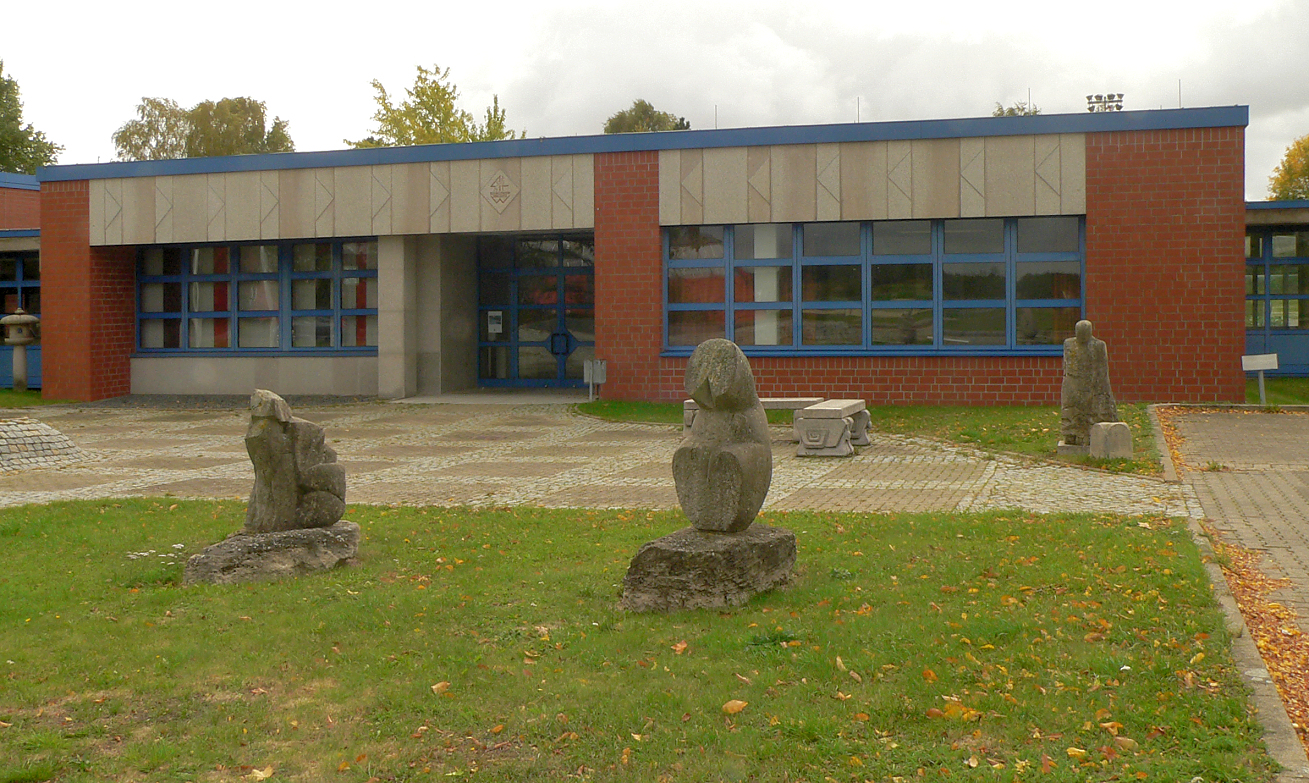
Steinmetzschule Königslutter

- Steinmetzschule Königslutter, Berufsbildende Schule (seit 1941 unmittelbar neben dem Kaiserdom und seit 1985 in unmittelbarer Nähe des Steinmetzzentrums)
- Bildungszentrum für das Steinmetz- und Bildhauerhandwerk Königslutter der Handwerkskammer Braunschweig (von 1981 bis 2022)

#### Allgemeinbildende Schulen
- Grundschule Königslutter (Hauptstandort Driebeschule und Außenstellen Lauingen und Stadtkirche)
- Haupt- und Realschule Königslutter

#### Förderschulen
- Rudolf-Dießel-Schule
- Thilo-Maatsch-Schule für Lernbehinderte

## Religionen

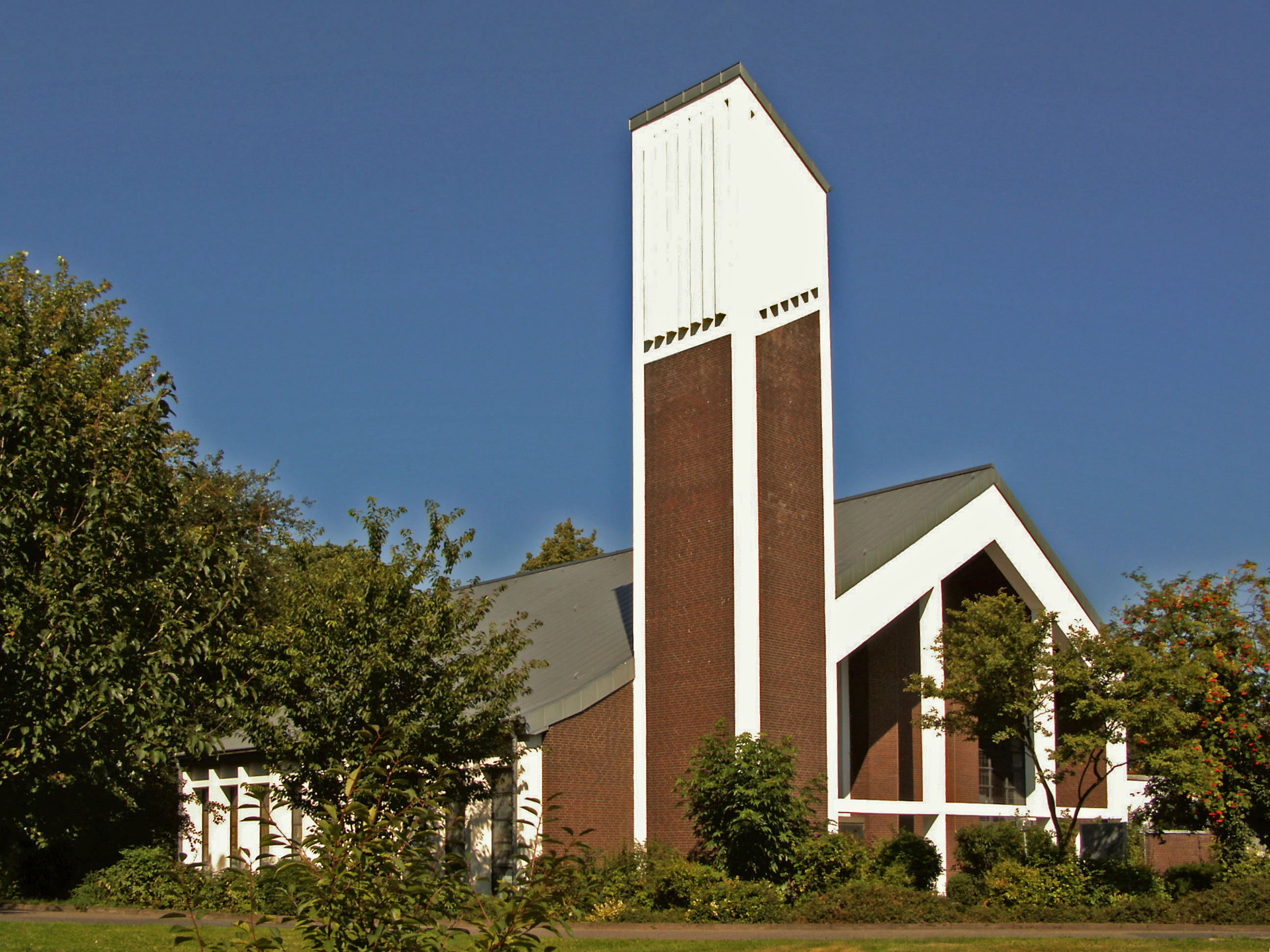
Katholische Kirche

Königslutter ist Sitz einer gleichnamigen Propstei der Evangelisch-lutherischen Landeskirche in Braunschweig. Die Propstei umfasst das Gebiet von Cremlingen, Königslutter, Lehre, Süpplingen und Umgebung sowie die nördlichen Ortsteile von Braunschweig. In Königslutter befinden sich die Stadtkirchengemeinde Königslutter mit der Stadtkirche St. Sebastian und St. Fabian in der Stadtmitte sowie die Stiftskirchengemeinde Königslutter mit der Stiftskirche St. Peter und Paul. Weitere evangelische Kirchen befinden sich in den 1974 zu Königslutter eingemeindeten Ortsteilen.
Die katholische Kirche St. Mariä Himmelfahrt, auch kurz St. Maria genannt, wurde 1969 an der Bahnhofstraße errichtet. Zuvor stand dort eine bereits 1914 erbaute Kirche. Seit 2008 gehört St. Mariä Himmelfahrt zur Pfarrgemeinde St. Ludgeri in Helmstedt.
Die Zeugen Jehovas verfügen über einen Königreichssaal am Scheppauer Weg.
Muslime aus der Türkei sind durch DİTİB in der Bahnhofstraße vertreten.

## Persönlichkeiten

### Söhne und Töchter der Stadt
- Georg August Heinrich Mühlenbein (1764–1845), Arzt, Hofrat, herzoglicher Leibmedicus und Homöopath
- Friedrich Wilhelm Culemann (1766–1812), Militäringenieur und Kartograf
- Friedrich Bernhard Culemann (1770–1845), gründete hier seinen ersten Verlag mit Druckerei[15]
- Wilhelm Bode (1779–1854), Jurist, Politiker, Magistratsdirektor von Braunschweig
- Peter Krukenberg (1787–1865), Mediziner
- Heinrich Wilhelm Justus Wolff (1789–1844), evangelischer Theologe, Hamburger Hauptpastor
- Friedrich Wilhelm Karl Uhde (1805–1877), leitender Forstbeamter im Herzogtum Braunschweig
- August Wilhelm Julius Uhde (1807–1861), Mathematiker und Astronom
- August Culemann (1810–1891), Verwaltungsjurist und Kreisdirektor
- Heinrich Thiele (1814–1886), lutherischer Theologe, Pädagoge, Hofprediger und Landtagsabgeordneter
- Albrecht Gerstell (1819–1883), Schriftsteller und Dichter
- Friedrich David Theodor Müller (1828–1877), Historiker
- Anna Vorwerk (1839–1900), Frauenrechtlerin
- Anna Esser, geborene Müller (1850–1932), deutsch-österreichische Schriftstellerin
- Hermann Fricke (1851–1906), Baumeister
- Carl Friedrich Wilhelm Krukenberg (1852–1889), Physiologe
- Wilhelm Scholz (1863–1939), Schriftsteller und Antiquar
- Werner Schrader (1895–1944), Lehrer, Offizier und Widerstandskämpfer gegen das NS-Regime, geboren in Rottorf
- Karl Apel (1897 – † nach 1965), Theologe
- Paul-Friedrich Nebelung (1900–1990), Landrat und Reichstagsabgeordneter (NSDAP)
- Fritz Wolters (1905–1981), im Ortsteil Sunstedt geborener Bauingenieur, -beamter und Hochschullehrer
- Willi Thiele (1915–2000), Verwaltungspräsident in Braunschweig und Ehrenbürger Königslutters
- Heinz-Bruno Krieger (1920–1999), Heimatforscher
- Hermann Kracht (1929–2011), Bildhauer
- Bodo Seidenthal (1947–2024), Politiker (SPD), Mitglied des Bundestages
- Wolfgang Schlüter (* 1948), Schriftsteller und Übersetzer
- Margot Albrecht (* 1949), Politikerin (CDU), Landtagsabgeordnete
- Jürgen Bernhard Kuck (* 1952), Künstler und Kunstpädagoge
- Jürgen Ensthaler (* 1952), Jurist und Richter am Bundespatentgericht
- Christel Klinzmann (* 1954), Fußballspielerin und -trainerin, geboren in Rottorf
- Peter Kerlin (* 1954), Folkmusiker
- Eckhard Scholz (* 1963), Maschinenbauingenieur und Automobilmanager

### Persönlichkeiten, die vor Ort gewirkt haben
- Georg Wilhelm Wahnschaffe (1710–1791), in Königslutter 1734–1740 „Fürstl. Herrenmüller“ und ab 1737 Besitzer eines Brauhauses, später Verwaltungsbeamter und Gutsherr
- Gotthard Friedrich Stender (1714–1796), lutherischer Geistlicher, Autor und Erfinder, 1760 bis 1763 Gründungsrektor der Realschule in Königslutter
- Johann Balthasar Lüderwald (1722–1796), Theologe, ab 1747 Pfarrer von Glentorf
- Samuel Hahnemann (1755–1843), der Begründer der Homöopathie, lebte und wirkte von 1796 bis 1799 in Königslutter.
- Georg Friedrich Wilhelm Alers (1811–1891), Forstsachverständiger und Schriftsteller, verfasste ein Fachbuch über den Calvörder Forst.
- Thilo Maatsch (1900–1983), Bauhaus-Künstler, verbrachte seinen Lebensabend in Königslutter.
- Gordon Banks (1937–2019), Fußballweltmeister 1966 mit England, spielte Ende der 1950er Jahre für den SV Viktoria Königslutter.

## Veranstaltungen
Zwischen Königslutter und Schöppenstedt findet seit dem Jahr 1866 das traditionelle Elm-Bergturnfest am Tetzelstein statt, ein jährlich organisiertes Bergsportfest, das zweitälteste in Deutschland.
Seit 1982 findet jeden Sommer im Umkreis des Kaiserdoms das „Domfest“ sowie seit 1989 auf dem Marktplatz das Ducksteinfest statt, das von der Hersteller-Brauerei gesponsert wird.
Seit 1996 wird der „Viktoria Cup“ veranstaltet. Das Hallenfußballturnier hat sich zum größten Hallenfußballturnier im Landkreis Helmstedt entwickelt und findet jährlich im Januar statt. Ausrichter ist der SV Viktoria Königslutter.